# Rhadinopsylla japonica
Rhadinopsylla japonica är en loppart som beskrevs av Sakaguti et Jameson 1956. Rhadinopsylla japonica ingår i släktet Rhadinopsylla och familjen mullvadsloppor. Inga underarter finns listade i Catalogue of Life.